# Segestria cruzana
Segestria cruzana är en spindelart som beskrevs av Chamberlin och Ivie 1935. Segestria cruzana ingår i släktet ormspindlar, och familjen sexögonspindlar. Inga underarter finns listade i Catalogue of Life.